# Grove (Oklahoma)
Grove is een plaats (city) in de Amerikaanse staat Oklahoma, en valt bestuurlijk gezien onder Delaware County.

## Demografie
Bij de volkstelling in 2000 werd het aantal inwoners vastgesteld op 5131. In 2006 is het aantal inwoners door het United States Census Bureau geschat op 6011, een stijging van 880 (17,2%).

## Geografie
Volgens het United States Census Bureau beslaat de plaats een oppervlakte van
23,4 km², waarvan 23,3 km² land en 0,1 km² water. Grove ligt op ongeveer 236 meter boven zeeniveau, nabij het Grand Lake o' the Cherokees.

## Plaatsen in de nabije omgeving
De onderstaande figuur toont nabijgelegen plaatsen in een straal van 12 km rond Grove.